# Maria al-Qibtiyya
Māriyya bint Shamʿūn († 637), známá také jako Māriyya al-Qibṭiyya, byla egyptská žena, která byla spolu se svou sestrou Sirin v roce 628 jako dárek proroku Mohamedovi od Al-Muqawqise, křesťanského guvernéra Alexandrie během perské okupace území. Ona i její sestra byly otrokyně. Zbytek svého života strávila Maria v Medíně, kde konvertovala k islámu a porodila Mohamedovi syna, Ibrahima. Syn zemřel už jako kojenec a o pět let později zemřela i ona.

## Život
V roce 6 podle islámského kalendáře (627 - 628 n. l.) psal Mohamed dopisy vlivným vládcům v oblasti Středního východu, ve kterých sděloval svůj záměr nadále rozšiřovat monoteistickou víru a žádal je, aby se k němu připojili. Některé z těchto dopisů se dochovali. Jeden z dopisů byl poslán i egyptskému guvernéru al-Muqawqisovi, který jako odpověď daroval Mohamedovi otrokyni Marii a přislíbil mu konvertování k islámu. Po narození jejich syna zbavil Mohamed Marii statusu otrokyně. Syn ale brzy zemřel a Mohameda tato událost dohnala k pláči.